# St. Petrus und Paulus (Beyendorf)

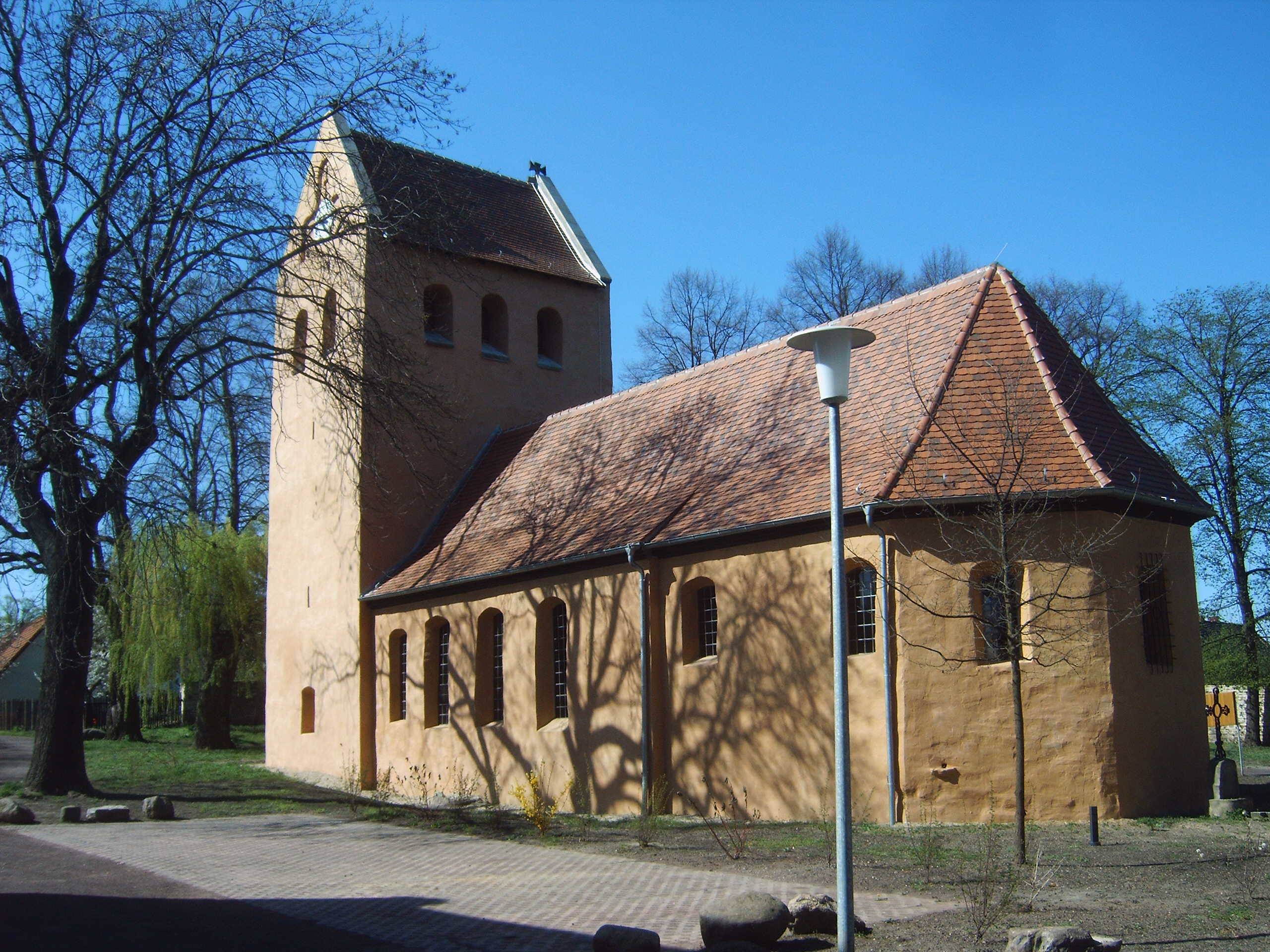
Sankt-Petri-Kirche, Südseite

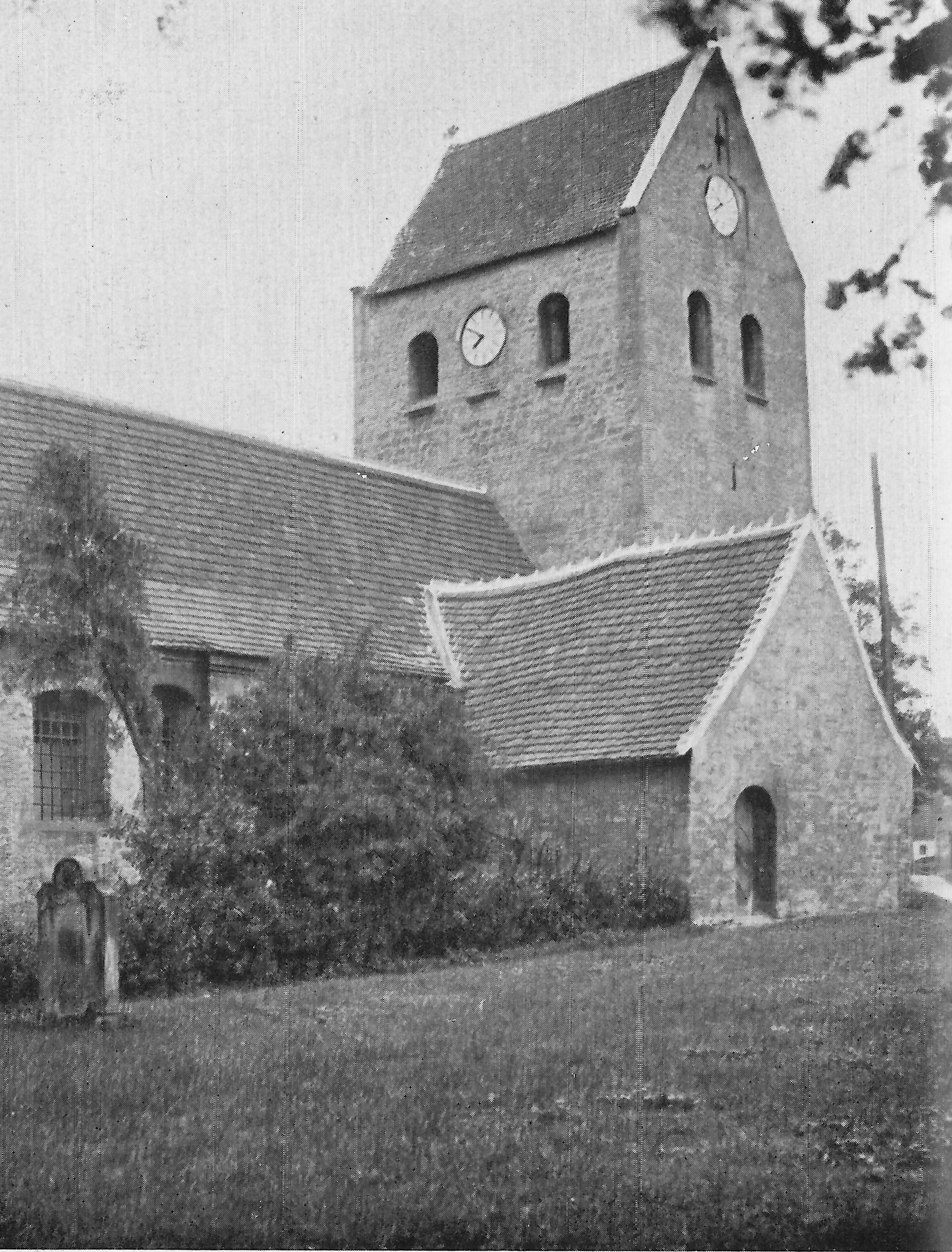
1935 oder früher

St. Petrus und Paulus ist die evangelische Kirche von Beyendorf, dem nördlichen Teil des zur Stadt Magdeburg gehörenden Stadtteils Beyendorf-Sohlen.
Die Kirche entstand bis Mitte des 12. Jahrhunderts als romanische Saalkirche und wurde den Heiligen Petrus und Paulus geweiht. Östlich befindet sich der gleichfalls denkmalgeschützte Pfarrhof Beyendorf.

## Architektur
An der Westseite des Kirchenschiffs befindet sich ein Querturm, der in der Breite das Schiff etwas überragt. Der etwas eingezogene Chor verfügt über eine polygonale Apsis mit einem 5/8-Schluss. In den beiden Giebeln des Turms befinden sich romanische Giebelkreuze und Blendarkaden. An der Nordseite der Kirche schließt sich eine Vorhalle an.

## Geschichte
Schiff und Turm entstanden bis zur Mitte des 12. Jahrhunderts. In der Zeit der Gotik, vermutlich in der ersten Hälfte des 15. Jahrhunderts folgte der Anbau des Chores und der Apsis. Die nördliche Vorhalle wurde in der zweiten Hälfte des 17. Jahrhunderts errichtet als Zugang zu den neu errichteten Emporen. Zugleich wurden die Fenster deutlich vergrößert. Aus dieser Zeit stammt auch die Tür zum Kirchenschiff. Im Inneren der Kirche sind noch romanische Fensteröffnungen vorhanden.
Nach einem Unfall des Pfarrers von Buckau und Fermersleben war der Beyendorfer Pfarrer 1828/29, neben anderen Kollegen, vertretungsweise auch in der Buckauer und Fermersleber Kirche tätig.
1850 baute der Magdeburger Orgelbauer Bötticher auf der Westempore die Orgel ein. 1939 nahm man eine Teilsanierung vor. Eine der drei Emporen wurde abgerissen, um das Kircheninnere besser zu beleuchten. Von 1989 bis 2001 wurden Orgel, Turmuhr und Glocke wieder instand gesetzt.
Von Mitte 2005 bis Ende 2006 erfolgten umfangreiche Sanierungs- und Restaurierungsarbeiten. Neben einer Erneuerung des Dachstuhls wurde die Außenfassade der Kirche farblich neu gestaltet.

## Ausstattung
Die Ausstattung ist einheitlich im Stil des Barocks aus der zweiten Hälfte des 17. Jahrhunderts erhalten.
Der nach seiner Inschrift aus dem Jahr 1695 stammende Altar zeigt in der Predella das Abendmahl. Unter einer die Auferstehung darstellenden Bekrönung ist in der Mitte die Kreuzigung abgebildet.

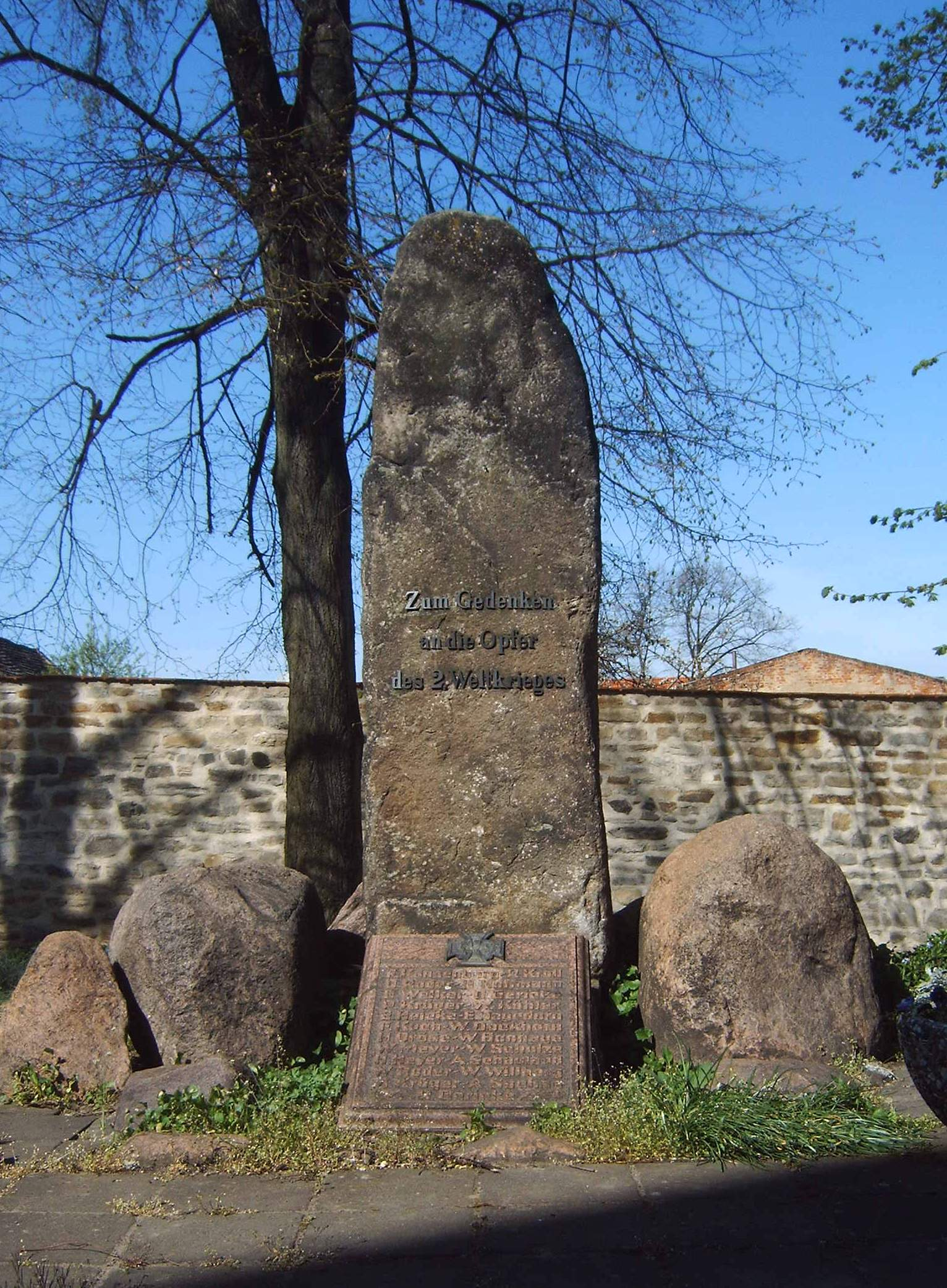
Kriegerdenkmal nördlich der Kirche

Im gleichen Zeitraum entstand auch die mit reichem Schnitzwerk verzierte Kanzel. Der Kanzelkorb weist Reliefs der vier Evangelisten auf. Der Schalldeckel ist mit einer den heiligen Geist symbolisierenden Taube versehen. Auf der Tür zum Aufgang zur Kanzel ist auf einem Gemälde Petrus dargestellt.
Im Kirchenschiff befinden sich zwei Emporen. Die nördliche Empore stammt nach ihrer Inschrift aus dem Jahr 1618 und entstand somit noch vor dem Dreißigjährigen Krieg. Erhaltene Einrichtungen aus dieser Zeit sind nur selten anzutreffen. Die westliche Empore wurde 1679 gefertigt und trägt ebenfalls die Jahreszahl als Inschrift.
An der Balustrade sind verschiedene Wappen angebracht, darunter auch das der Familie von Lochow.
Im Umfeld der Kirche befinden sich eine Anzahl großer älterer Grabsteine und ein Kriegerdenkmal zum Gedenken an die Opfer des Zweiten Weltkriegs. In der Kirche finden regelmäßig Konzerte statt.
Im örtlichen Denkmalverzeichnis ist die Kirche unter der Erfassungsnummer 094 97505 als Baudenkmal verzeichnet.